# Schopffische
Die Schopffische (Lophotidae), auch Schopfköpfe oder Einhornfische genannt, sind eine Familie  der Glanzfischartigen (Lampriformes). Die vier 1,5 bis 2 Meter lang werdenden Arten leben pelagisch in allen Weltmeeren.

## Merkmale
Die langgestreckten, bandförmigen Fische haben eine lange, die ganze Körperlänge umfassende Rückenflosse mit 220 bis 392 Flossenstrahlen. Die von 5 bis 20 Flossenstrahlen gestützte Afterflosse ist winzig und befindet sich kurz vor der kleinen, normal ausgebildeten Schwanzflosse. Bauchflossen fehlen oder haben zwei bis sechs Flossenstrahlen. Der Körper ist von kleinen Cycloidschuppen bedeckt. Eine dreikammerige Schwimmblase ist vorhanden. Die erste ist dickwandig und mit Gasdrüsen und einer Rete mirabile ausgestattet, die beiden folgenden sind sehr lang, dünnwandig und liegen zu beiden Seiten des Tintensacks der eine tintenähnliche, muffig riechende Flüssigkeit enthält, die die Schopffische wie Tintenfische bei Gefahr und beim Fang  aus der Kloake ausstoßen.

## Systematik

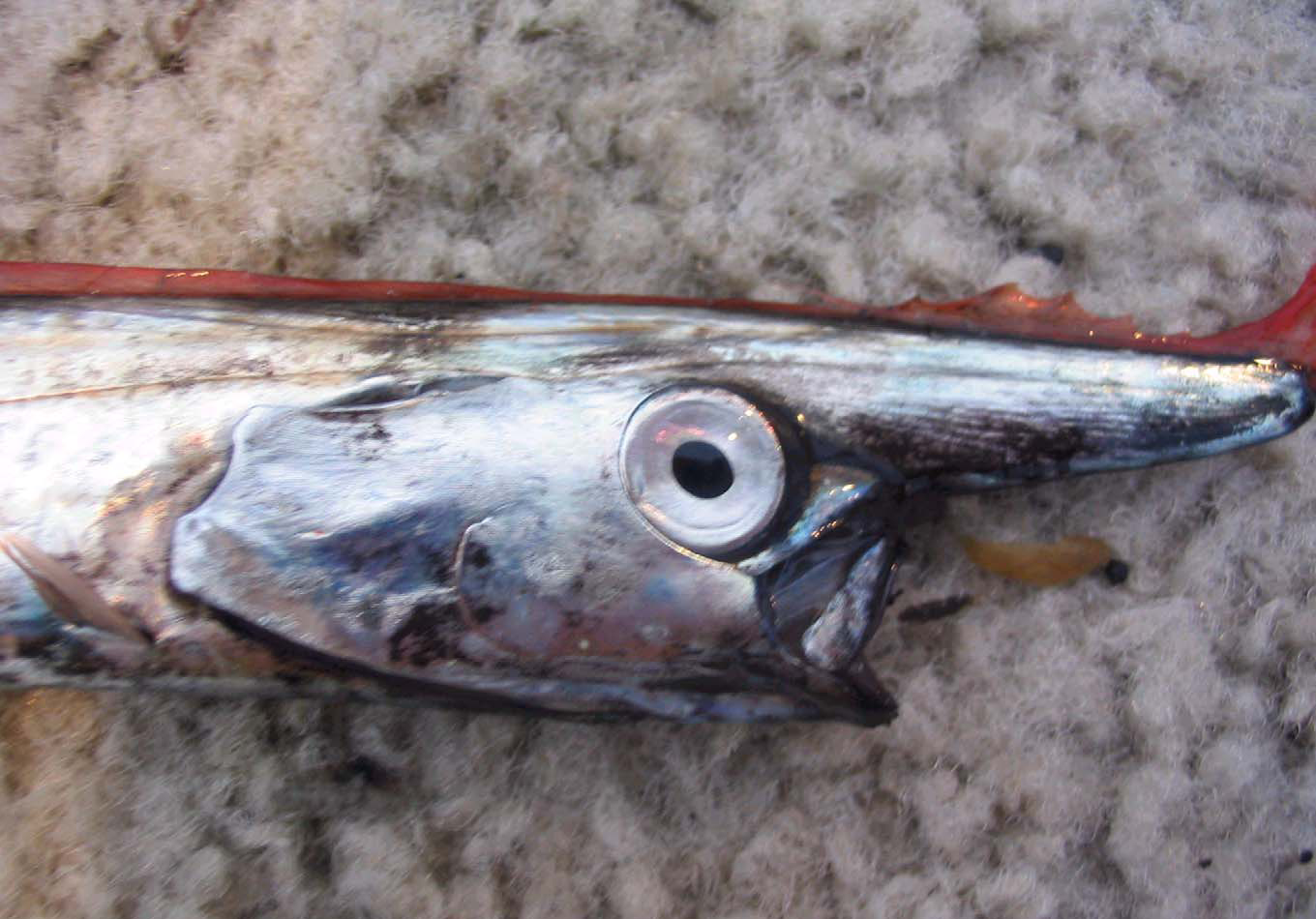
Eumecichthys fiski

Die Schopffische werden in zwei Gattungen aufgeteilt:
- Gattung Eumecichthys Regan, 1907
  - Eumecichthys fiski (Günther, 1890)
- Gattung Lophotus Giorna, 1809
  - Lophotus capellei (Temminck & Schlegel, 1845)
  - Lophotus guntheri Johnston, 1883
  - Lophotus lacepede Giorna, 1809

Die ausgestorbene Gattung Protolophotus ist aus dem unteren Oligozän des Iran bekannt.